# Anne Franks dagbok (film)
Anne Franks dagbok (originaltitel: The Diary of Anne Frank) är en amerikansk dramafilm från 1959 i regi av George Stevens. Manuset är skrivet av Frances Goodrich och Albert Hackett, baserat på deras teaterpjäs med samma titel från 1955. Pjäsen är i sin tur baserad på den berömda dagboken, förd under Nazitysklands invasion i Nederländerna, av den unga tyska judiska flyktingen Anne Frank, titulerad Anne Franks dagbok.

## Handling
Filmen utspelar sig under slutet av andra världskriget, och Nederländerna har ockuperats av nazisterna. Miep Gies (Dodie Heath) hjälper två judiska flyktingfamiljer, familjen Frank och familjen Van Daan, att gömma sig för nazisterna. Dessa två familjer får gömma sig på vinden till ett hus, och de måste göra allt de kan för att undvika att bli upptäckta. De får inte gå ut och inte föra oväsen. Det enda de kan göra är att vänta på att kriget ska ta slut.
Mitt i allt detta sitter Anne Frank (Millie Perkins) och för dagbok, där hon skriver ner allt som händer runt omkring henne.

## Om filmen
Audrey Hepburn erbjöds rollen som Anne Frank, men hon avböjde av tre anledningar: För det första hade hon redan accepterat en roll i filmen Blommande djungel, och hon hade inte tid att spela in två filmer samtidigt. För det andra hade Hepburn själv bott i det ockuperade Nederländerna under kriget och sett nazister föra bort judar till koncentrationsläger, så hon visste att filmen skulle väcka obehagliga minnen till liv. För det tredje var Hepburn trettio år gammal år 1959, så hon ansåg sig vara för gammal för att spela en 13-årig flicka. 

## Rollista
| Millie Perkins     | – Anne Frank                                 |
| Joseph Schildkraut | – Otto Frank (upprepar sin roll i pjäsen)    |
| Shelley Winters    | – Petronella van Daan                        |
| Richard Beymer     | – Peter van Daan                             |
| Gusti Huber        | – Edith Frank (upprepar sin roll i pjäsen)   |
| Lou Jacobi         | – Hans van Daan (upprepar sin roll i pjäsen) |
| Diane Baker        | – Margot Frank                               |
| Douglas Spencer    | – Kraler                                     |
| Dodie Heath        | – Miep Gies                                  |
| Ed Wynn            | – Albert Dussell                             |